# Хиггинс, Шэннон
Шэннон Даниз Хиггинс (англ. Shannon Danise Higgins, в замужестве Сировски, англ. Cirovski; род. 20 февраля 1968, Кент, Вашингтон) — американская футболистка (полузащитник) и футбольный тренер. Как игрок — чемпионка мира 1991 года в составе сборной США, обладательница Херманн Трофи — приза лучшим студентам-футболистам США (1989), двукратная футболистка года в США по версии журнала Soccer America (1988, 1989), член Национального зала футбольной славы США (2002). Тренер года конференции Atlantic 10 (1994, 1996) и конференции Атлантического побережья (1999, 2002).

## Игровая карьера
Родилась и выросла в Кенте (штат Вашингтон), где в 1986 году окончила среднюю школу Маунт-Рейниер. Следующие 4 года провела в Университете Северной Каролины в Чапел-Хилле, который окончила в 1990 году со степенью бакалавра по трудовым отношениям. За время учёбы завоевала с командой университета четыре звания чемпионки NCAA по футболу, выиграв с 1986 по 1989 год 89 матчей и не проиграв ни одного (при 6 ничьих). Забила 39 мячей (в том числе в трёх финалах плей-офф NCAA подряд с 1987 по 1989 год), сделала 51 результативную передачу. В 1988 и 1989 годах включена в символическую студенческую сборную США и названа журналом Soccer America футболисткой года в США, а в 1989 году удостоена Херманн Трофи — награды, ежегодно присуждаемой лучшим футболистам-студентам в США. Позже в «Норт Каролайна Тар Хилс» за Хиггинс был навечно закреплён номер 3, под которым она выступала.
С 1987 по 1991 год играла в составе женской футбольной сборной США, за это время провела за сборную 51 матч и стала с ней чемпионкой мира 1991 года. В этом турнире она, несмотря на недавний перегрузочный перелом ступни, отыграла пять матчей из шести, пропустив только последнюю игру группового этапа, которая для американской команды уже ничего не решала. В победном финале чемпионата мира оба гола американской команды были забиты после её передач. За время выступлений за сборную Хиггинс, игравшая на позиции полузащитника, забила 4 гола. Её 51 матч за национальную команду к моменту завершения выступлений был вторым на тот момент результатом в команде после Карин Дженнингс.
В 2002 году имя Шэннон Хиггинс было включено в списки Национального зала футбольной славы США. В 34 года она стала самым молодым членом этого Зала славы и лишь третьей женщиной в их числе (после двух товарищей по национальной сборной 1991 года).

## Тренерская карьера
Вскоре после завершения учёбы, ещё в годы выступлений за сборную США, начала карьеру футбольного тренера. В 1990 году стала помощницей главного тренера команды Университета Джорджа Вашингтона Адриана Гловера, а со следующего сезона заняла в этой команде пост главного тренера. В 22 года Хиггинс была самым молодым тренером команды, выступавшей в I дивизионе NCAA. Она оставалась главным тренером «Колониалс» до 1997 года, за это время одержав с ними 69 побед при 59 поражениях и 11 ничьих, в том числе 27 побед при 4 поражениях и 3 ничьих в матчах конференции Atlantic 10. В 1996 году под руководством Хиггинс команда Университета Джорджа Вашингтона впервые в своей истории пробилась в национальный турнир NCAA. В 1994 и 1996 годах Хиггинс дважды признавалась тренером года в конференции Atlantic 10.
В 1998—1999 годах занимала должность главного тренера сборной США среди девушек в возрасте до 18 лет. Одновременно выполняла обязанности помощника главного тренера в сборной девушек в возрасте до 20 лет и в основной национальной команде. В январе 1999 года Хиггинс была назначена главным тренером женской сборной Мэрилендского университета в Колледж-Парке, где её муж, Сашо Сировски, с 1993 года тренировал мужскую футбольную команду. В первый же год с новой командой вывела её на 2-е место в конференции Атлантического побережья — самое высокое в истории Мэрилендского университета — и была удостоена звания тренера года в этой конференции. В этом году, а также в 2001—2004 годах выходила с командой в национальный чемпионат NCAA, в 2002 году вторично завоевав титул тренера года в конференции Атлантического побережья, а в 2004 году пробившись в число 16 сильнейших вузовских сборных страны. По пути в 1/8 финала чемпионата NCAA в этом году подопечные Хиггинс одержали победы над 3 командами из первой десятки национального рейтинга, в том числе в гостях над посеянной под 2-м номером сборной Университета штата Пенсильвания. В марте 2005 года объявила о завершении работы с командой Мэрилендского университета из-за желания проводить больше времени с семьёй (к этому времени у них с Сашо уже были три дочери). За 6 сезонов с «Мэриленд Террапинс» Хиггинс одержала 62 победы при 51 поражении и 10 ничьих.
После ухода из университетского спорта Хиггинс продолжает тренировать детские и юношеские команды.

## Награды и звания
- Чемпионка мира по футболу (1991)
- 4-кратная чемпионка NCAA (1996—1999)
- 2-кратный член символической сборной США (All-American) (1988, 1989)
- 2-кратная футболистка года по версии журнала Soccer America (1988, 1989)
- Обладательница Херманн Трофи (1989)
- 2-кратный тренер года в конференции Atlantic 10 (1994, 1996)
- 2-кратный тренер года в конференции Атлантического побережья (1999, 2002)
- Член Национального зала футбольной славы (2002)